# Ibis nippon
Nipponia nippon
Genre
Espèce
Statut de conservation UICN

 EN B1ab(iii) : En danger
Statut CITES
L'Ibis nippon (Nipponia nippon), également connu sous le nom d' Ibis japonais à crête ou Toki (japonais: トキ), est une espèce d'oiseaux de la famille des Threskiornithidae. Cette espèce est la seule du genre Nipponia.

## Description
L'Ibis nippon est une espèce de grand ibis (jusqu'à 78,5 cm) qui possède une envergure allant jusqu'à 140 cm avec un plumage blanc. Sa tête est rouge, avec la peau nue, et une grande crête de plumes blanches sur la nuque.

## Habitat
Ils se trouvent principalement dans les plaines et les marécages. Durant la période de reproduction, ils font leur nid au sommet des arbres sur les collines, afin de pouvoir « dominer » leur habitat.
À un moment, le Toki était répandu au Japon, en Chine, en Corée, à Taiwan, et en Russie. Il a maintenant disparu de la plupart de son ancienne aire de répartition. Les derniers ibis sauvages sont morts au Japon en octobre 2003, la population sauvage restante a été trouvée seulement dans la province de Shaanxi (Chine) jusqu'à la réintroduction d'oiseaux élevés en captivité au Japon en 2008. Ils étaient donc présumés éteints en Chine, jusqu'en 1981 où à nouveau sept ibis ont été vus dans le Shaanxi.
De vastes programmes de sélection captive ont été développés par le Japon et la Chine pour préserver les espèces de Toki. Ils ont été mis sur la liste de protection d’État en Chine. En outre, pendant les 23 dernières années, la Chine a élevé et protégé les espèces. En 2002, il y avait un total de 130 colonies en Chine. Le centre de recherche de la province du Nord-Ouest Shaanxi a obtenu 26 oisillons par incubation artificielle et naturelle. Le 31 juillet 2002, cinq des sept poussins ibis à crête ont éclos dans un centre d'incubation de la province de Shaanxi au nord-ouest. Ce fut l'un des derniers enregistrements et le plus haut record jamais enregistré de poussins éclos. Les parents des poussins ont été choisis parmi 60 paires de Toki de ce centre de recherche.
La perte d'habitat, la petite taille de la population, la famine en hiver et la persécution du siècle dernier menacent l'espèce de l'extinction. Les ibis à crête sont inscrits à l'Annexe I de la convention de conservation de la CITES.
Le 25 septembre 2008, le Centre de préservation japonais Sado Crested Ibis a libéré dix oiseaux dans le cadre de son programme de restauration, qui vise à introduire in fine soixante ibis dans la nature. Ce fut le grand retour à la nature japonaise de l'oiseau si rare depuis 1981.
Le 22 mai 2019, une population de 40 spécimens a été relâchée dans les marais d’Upo en Corée du Sud.

## Alimentation
Les tokis se nourrissent principalement de petits poissons (carpe commune, siluriformes, anguilliformes), de grenouilles, de Salamandridae, d'Astacidae (écrevisse), de Mytilidae (moule) et de coléoptères.
Il se nourrit dans des eaux peu profondes, pas plus de 10 à 15 cm (longueur de ses pattes).

## Reproduction
Ils se reproduisent de mars à août. La femelle pond un à cinq œufs (trois en moyenne). Ils sont couvés par les deux parents pendant 26 à 30 jours. Les juvéniles deviennent matures et capables de se reproduire à trois ans.